# توری بسته‌بندی
توری بسته‌بندی نوعی توری کیسه‌ای است که به منظور بسته‌بندی مورد استفاده قرار می‌گیرد. معمولا" اجسام و وسائل استوانه‌ای شکل را این گونه بسته‌بندی می‌کنند. برای مثال انواع سوسیس و کالباس را این گونه می‌بندند.